# 沈時華
沈時華（1957年5月27日—），台灣女演員、主持人、電視製作人。

## 經歷
沈時華畢業於國立臺灣藝術專科學校音樂科，與配樂家史擷詠是同班同學。1978年加入中國電視公司成為基本演員，演出中視連續劇《春城無處不飛花》竄紅，1980年以電影《一個女工的故事》中演出獲得第16屆金馬獎最佳女配角，是1980年代臺灣當紅電視劇演員。
1990年，沈時華與台玻常務董事林伯實未婚生女後一度沉潛，以主持廣播節目為主。1998年，沈時華向法院遞狀訴請林伯實認領女兒，後撤回告訴、獨立扶養女兒。
2003年，沈時華開始接拍偶像劇，並成立「台灣時華製作有限公司」展開製作事業。2007年，她以《愛殺十七》裡的梁雅娟一角榮獲第41屆金鐘獎戲劇節目最佳女配角獎。

### 詐欺罪訴訟
2016年間，沈時華宣稱要製作電影《海角七號》改編音樂劇，讓碁石媒體公司投入資金150萬元匯給她，但最後根本沒有製作也沒有籌備，因此挨告詐欺並在2020年7月遭起訴。
電影《海角七號》導演魏德聖正式授權的正版《海角七號》音樂劇製作人藍儀7月回應指出：「魏導除2016年授權高雄春天藝術節及日本導演宮本亞門改編《海角七號》音樂劇，並沒有授權給其他人。對於此事我們完全不知情。」
起訴指出，沈時華原本以宸葳藝實業公司與碁石簽約，表明製作的是電影《海角七號》的音樂劇版本，最後卻沒有成果，而宸葳事後又改名為喜鵲公司，碁石公司拿不回投資款，憤而提起民事訴訟支付命令，要求喜鵲和沈時華賠償150萬元獲准，另外也提出刑事詐欺罪告訴。
檢方起初認為，雙方屬於投資糾紛，因此不起訴沈時華，但二度重查後，因沈時華辯稱，有找一名教授幫忙寫劇本《海角七號》的音樂劇劇本，但教授卻證稱，沈委託他寫的是另齣音樂劇《飄洋過海來看你》的劇本，檢方因此認為，沈時華收錢後卻提不出相關音樂劇進度，而她委託寫劇本的教授也證稱沒處理過《海角七號》的音樂劇劇本，因此依詐欺罪起訴。
2020年8月，台北地院首度開庭，沈時華出庭跟對方律師達成和解，開庭卻不認罪，強調只是行政疏失。沈時華同意賠償150萬，跟碁石公司達成和解，已先支付20萬，130萬將分期償還，法官最後依詐欺取財罪，判處改名沈芳鎂的沈時華6月徒刑，緩刑3年，同時必須依照調解筆錄所記載的內容履行賠償義務。

## 演出作品

### 電視劇
| 年份       | 頻道     | 劇名                                              | 角色       |
| ---------- | -------- | ------------------------------------------------- | ---------- |
| 1978年     | 中視     | 《公寓風光》                                      |            |
| 1979年     | 中視     | 《春城無處不飛花》                                |            |
| 1980年     |          | 《儂本癡情》                                      |            |
| 1980年     |          | 《明日走天涯》                                    |            |
| 1981年01月 | 中視     | 《深秋楓又紅》                                    | 江盈盈     |
| 1982年     | 中視     | 《恩怨情天》                                      |            |
| 1982年     | 中視     | 《細雨柔情》                                      |            |
| 1982年     | 中視     | 《行船的人》                                      |            |
| 1984年     | 中視     | 《昨夜星辰》                                      | 邱素雲     |
| 1985年     |          | 《愛在天涯》                                      |            |
| 1986年     | 中視     | 《揚子江風雲》                                    |            |
| 1988年     | 中視     | 《再回到從前》                                    |            |
| 1989年     | 中視     | 《把愛找回來》                                    |            |
| 1989年     | 中視     | 《星夜的天空》                                    |            |
| 1992年     | 中視     | 黃金劇場《我的爸爸是主播》                        |            |
| 1994年     | 台視     | 《神話、夢話、情話、大都會》                      |            |
| 1994年     | 中視     | 《楊乃武與小白菜》                                |            |
| 1998年     | 中視     | 金鐘劇場《擁抱》                                  |            |
| 1999年     | 台視     | 《台灣廖添丁》                                    | 何鳳英     |
| 2003年     | 台視     | 《戀香》                                          | 申巧英     |
| 2004年     | 公視     | 《在黑暗中漫舞—亨丁頓舞蹈症的幻影人生》（單元劇） |            |
| 2004年     | 台視     | 《求婚事務所》第五單元「致命的吸引力」            | 趙夢華     |
| 2004年     | 中視     | 《愛情風暴 美麗99》                               |            |
| 2006年     | 中視     | 《白色巨塔》                                      | 劉美雲     |
| 2006年     | 中視     | 《愛殺17》                                        | 梁雅娟     |
| 2006年     | 華視     | 《聖稜的星光》                                    | 林母       |
| 2009年     | 大愛電視 | 《蘭心飄芳》                                      | 邱母       |
| 2011年     | 公視     | 《瑰寶1949》                                      | 李香君     |
| 2012年     | 大愛電視 | 《遲來的幸福》                                    | 張月嬌     |
| 2013年     | 台視     | 《遇見幸福300天》                                 | 婦產科醫生 |
| 2018年     | 優酷視頻 | 《幸福的腳步》                                    | 陈秀华     |
| 2020年     | 愛奇藝   | 《長相守》                                        | 謝三娘     |

### 電影
- 1979年《一個女工的故事》
- 1979年《江湖半醉俠》
- 1981年《奇巧人物》

### 舞台劇
- 2012年《守歲》飾外婆

## 主持節目
- 台南市政府主辦、中國電視公司轉播「台南市七十二年台灣區端午節龍舟競賽」

## 廣播
- 中廣流行網《金色的頻道》
- 中廣流行網《希望之歌》

## 製作作品
- 2005年公視《再見，忠貞二村》
- 2009年公視公視人生劇展《最愛的就是你》
- 2010年台視《飯糰之家》
- 2011年公視《瑰寶1949》
- 2014年公視《白袍下的高跟鞋》

## 廣告作品
- 1991年 大亞藥品「婦潔液」

## 獲得獎項

### 行政院新聞局
| 年份          | 獲提名                 | 獎項                                                        | 結果 |
| ------------- | ---------------------- | ----------------------------------------------------------- | ---- |
| 2003年3月26日 | 中廣流行網《希望之歌》 | 行政院新聞局資深廣播電視事業暨從業人員表揚大會 聽眾評審團獎 | 獲獎 |

### 金馬奬
| 年份   | 獲提名                    | 獎項                    | 結果 |
| ------ | ------------------------- | ----------------------- | ---- |
| 1980年 | 《一個女工的故事》 邱小芬 | 第16屆金馬獎 最佳女配角 | 獲獎 |

### 電視金鐘獎
| 年份   | 獲提名                                        | 獎項                              | 結果 |
| ------ | --------------------------------------------- | --------------------------------- | ---- |
| 2004年 | 《在黑暗中漫舞——亨丁頓舞蹈症的幻影人生》 梨花 | 第39屆金鐘獎 戲劇類女主角獎       | 提名 |
| 2006年 | 《愛殺17》 梁雅娟                             | 第41屆金鐘獎 戲劇節目最佳女配角獎 | 獲獎 |

## 外部連結
- 沈時華在互联网电影资料库（IMDb）上的資料（英文）
- 沈時華在香港影庫上的簡介
- 沈時華的新浪微博